# مانوئل کوستاس (بازیکن فوتبال زاده ۱۹۴۲)
مانوئل کوستاس (انگلیسی: Manuel Costas; ۸ مهٔ ۱۹۴۲ – ۱۵ دسامبر ۲۰۲۰) بازیکن فوتبال اهل اسپانیا بود.
از باشگاه‌هایی که در آن بازی کرده‌است می‌توان به باشگاه فوتبال رکریتیوو اوئلوا اشاره کرد.